# Pterotaea eureka
Pterotaea eureka là một loài bướm đêm trong họ Geometridae.